# Pininfarina Nido EV
O Nido EV é um modelo conceitual apresentado pela Pininfarina em maio de 2010.